# Gulnäbbad slidnäbb
Gulnäbbad slidnäbb (Chionis albus) är en fågel i familjen slidnäbbar inom ordningen vadarfåglar, den enda landlevande fågeln som är endemisk för Antarktis.

## Utseende
Gulnäbbad slidnäbb är en satt och helvit fågel bortsett från det rosa, bara och vårtiga ansiktet. Den är 38-41 centimeter lång med ett vingspann på 76-80 centimeter.

## Utbredning
Fågeln häckar på Antarktiska halvön och flyttar under södra halvklotets vinter till södra Argentina, södra Chile och Falklandsöarna. Artens flyttningsrörelser är ganska dåligt kända. Adulta fåglar lämnar häckningslokalerna i februari till mars och sprider ut sig över ett större område, och återvänder i oktober till november. Ett mindre antal övervintrar även på häckningslokalerna, exempelvis på ön Signy Island. Juvenilerna är mer flyttningsbenägna och mindre antal översomrar på Falklandsöarna och Tierra del Fuego.

## Föda
Gulnäbbad slidnäbb är en allätare, asätare och kleptoparasit. Den stjäl krill och fisk från pingviner och äter ibland deras ägg och ungar. Den intar också as, spillning och avfall om det finns tillgängligt.

## Status och hot
Arten har ett stort utbredningsområde och en stor population med stabil utveckling som inte tros vara utsatt för något substantiellt hot. Utifrån dessa kriterier kategoriserar internationella naturvårdsunionen IUCN arten som livskraftig (LC).

## Namn
Fågeln har på svenska även kallats större slidnäbb.